# Bahnhof Niederwiesa
Der Bahnhof Niederwiesa ist eine Betriebsstelle der Bahnstrecke Dresden–Werdau und der hier einmündenden Bahnstrecke Roßwein–Niederwiesa auf dem Gemeindegebiet von Niederwiesa im Landkreis Mittelsachsen in Sachsen. Im Bahnhof Niederwiesa beginnt die Anschlussbahn des Sächsischen Eisenbahnmuseums in Chemnitz-Hilbersdorf. Diese war früher das dritte Gleis der Hauptstrecke zwischen Niederwiesa und Chemnitz und stellt heute die einzige schienenseitige Anbindung des Museums dar.

## Geographische Lage
Der Bahnhof Niederwiesa befindet sich am Südrand des Ortskerns von Niederwiesa.

## Geschichte
Eröffnet wurde der Bahnhof Niederwiesa am 14. Mai 1866 mit Eröffnung der Chemnitz-Annaberger Bahn. Deren Abschnitt Chemnitz–Flöha, auf dem auch Niederwiesa lag, ging am 1. März 1869 mit der Eröffnung der durchgehenden Bahnstrecke Dresden–Werdau an diese Bahnstrecke über. Gleichzeitig eröffnete der Abschnitt Niederwiesa–Hainichen der Bahnstrecke Roßwein–Niederwiesa, welcher 1874 durch den Abschnitt Roßwein–Hainichen verlängert wurde. Nach 1875 fuhren auch die Züge der Flöhatalbahn nach Marienberg und Reitzenhain bzw. nach Olbernhau und Neuhausen durch Niederwiesa. An Hochbauten erhielt die Station neben dem Empfangsgebäude ein Wirtschaftsgebäude, einen Güterschuppen, eine Gleiswaage, eine Laderampe, ein Wohnhaus und vier Stellwerke. Neben dem ursprünglichen Empfangsgebäude wurde im Jahre 1913 ein neues, deutlich größeres Gebäude im Reformstil errichtet. Das alte, baulich bis heute kaum veränderte Empfangsgebäude dient heute als Wohnhaus.
Am 26. September 1965 wurde im Zuge der Strecke Dresden–Werdau die Elektrifizierung zwischen Freiberg (Sachs) und Karl-Marx-Stadt Hbf – und damit auch im Bahnhof Niederwiesa – in Betrieb genommen.
Mit der Inbetriebnahme des elektronischen Stellwerks wurden im Jahr 2001 die Stellwerke W1, W2, B3 und W4 aufgelassen und abgerissen.

## Verkehrsanbindung
Seit dem Fahrplanwechsel im Sommer 2016 verkehren am Bahnhof Niederwiesa folgende Linien im Personenverkehr:
| Linie                   | Linienverlauf                     | Takt (min) | EVU                     |
| ----------------------- | --------------------------------- | ---------- | ----------------------- |
| C15                     | Chemnitz Technopark – Hainichen   | 060        | City-Bahn Chemnitz      |
| RB 30                   | Dresden Hbf – Zwickau (Sachs) Hbf | 060        | Bayerische Oberlandbahn |
| RB 80                   | Chemnitz Hbf – Cranzahl           | 060        | Erzgebirgsbahn          |
| RB 81                   | Chemnitz Hbf – Olbernhau-Grünthal | 060        | Erzgebirgsbahn          |
| Stand: 7. Dezember 2023 |                                   |            |                         |

## Bilder

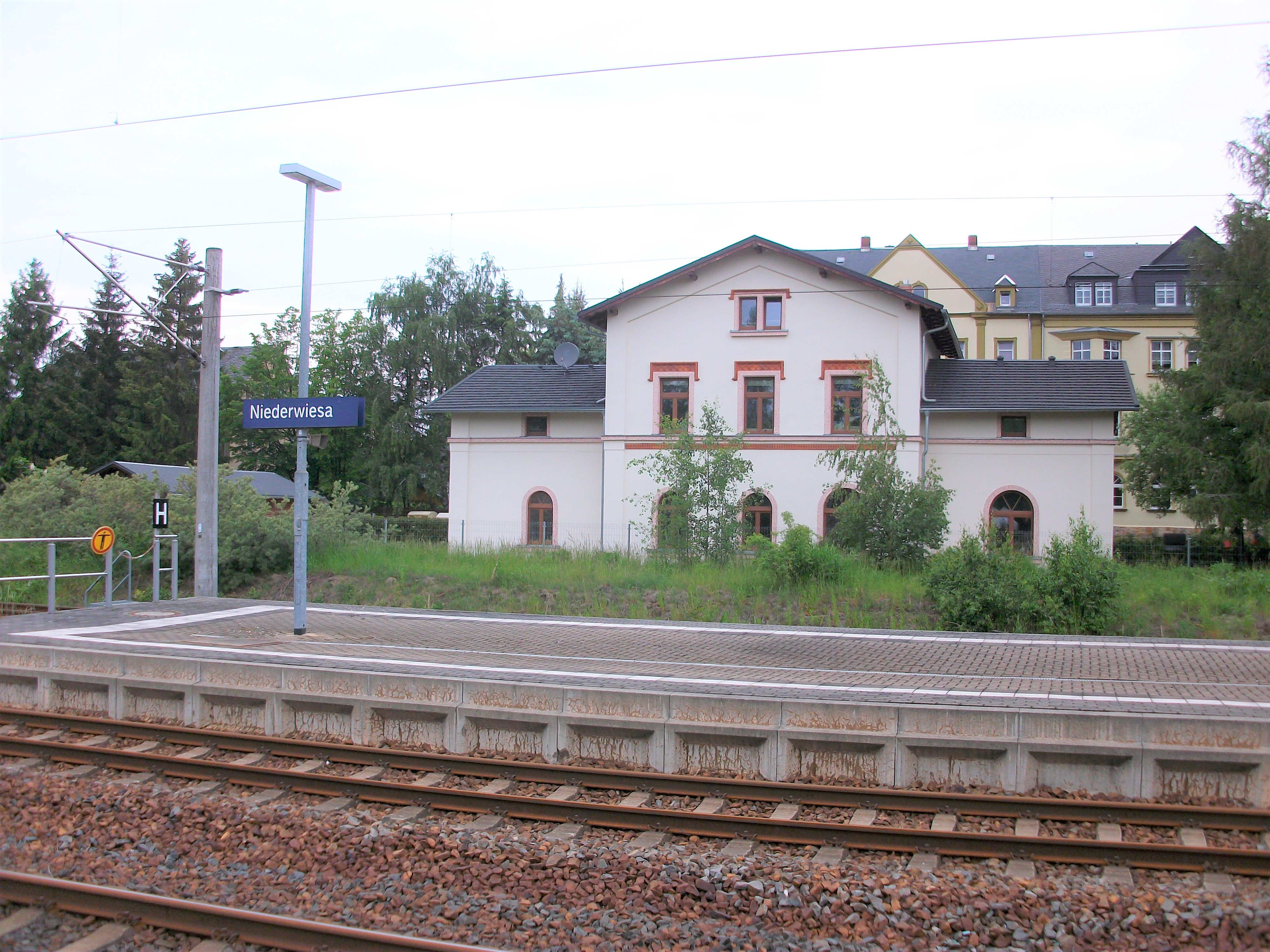
Bahnhof Niederwiesa, erstes Empfangsgebäude (Gleisseite, 2019)
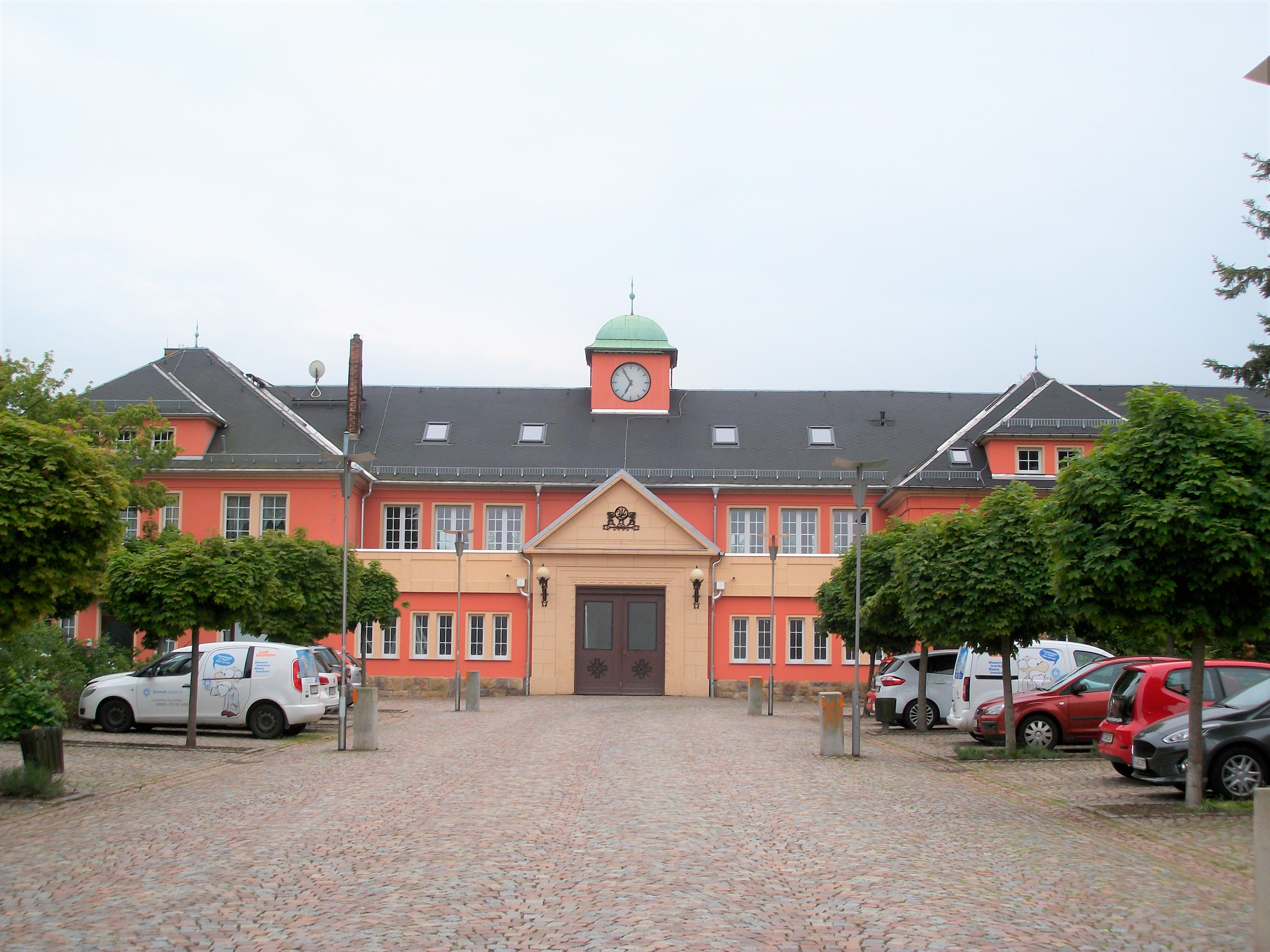
Bahnhof Niederwiesa, zweites, nunmehr auch ehemaliges Empfangsgebäude (2019)
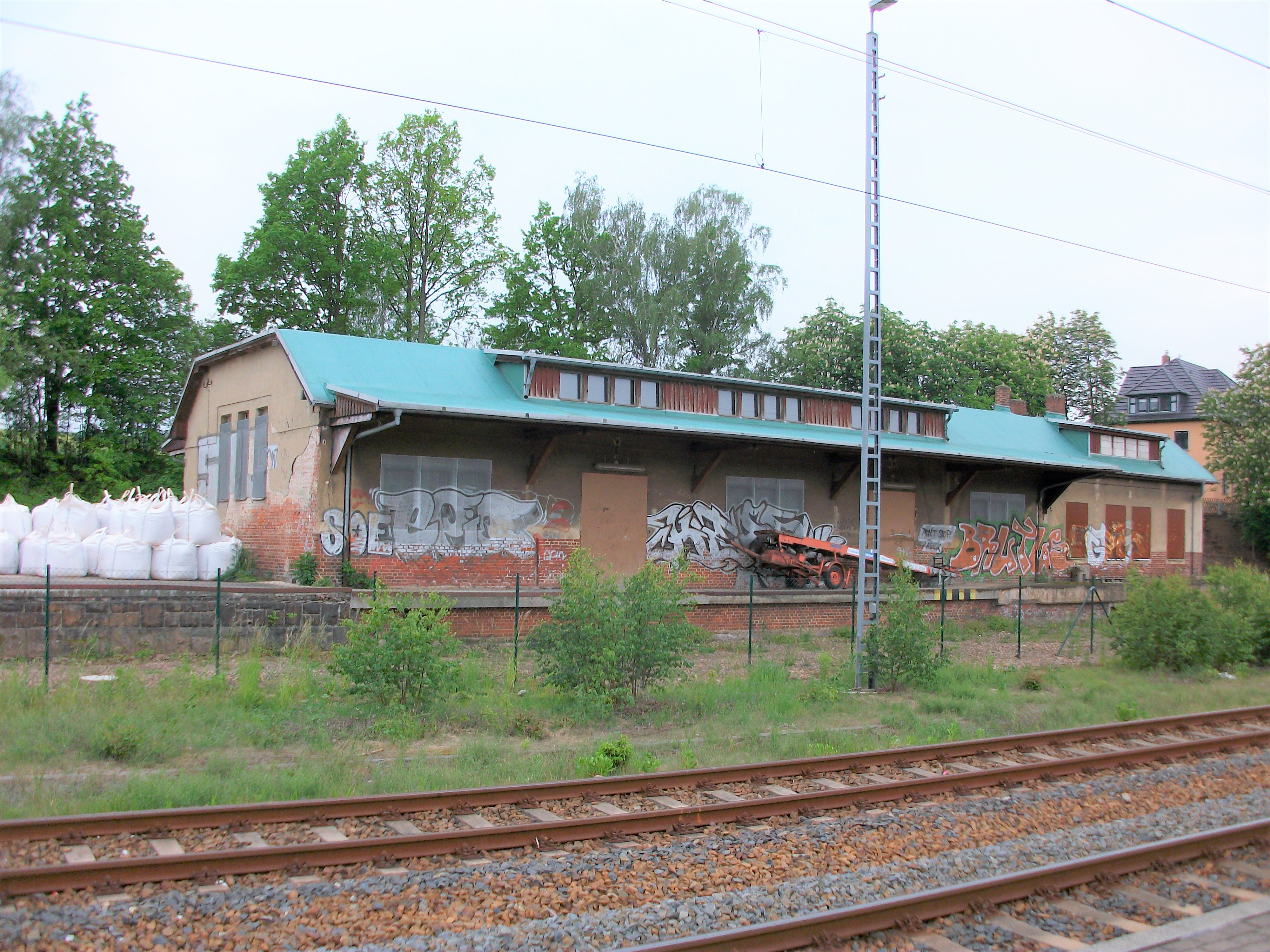
Bahnhof Niederwiesa, Güterschuppen (2019)
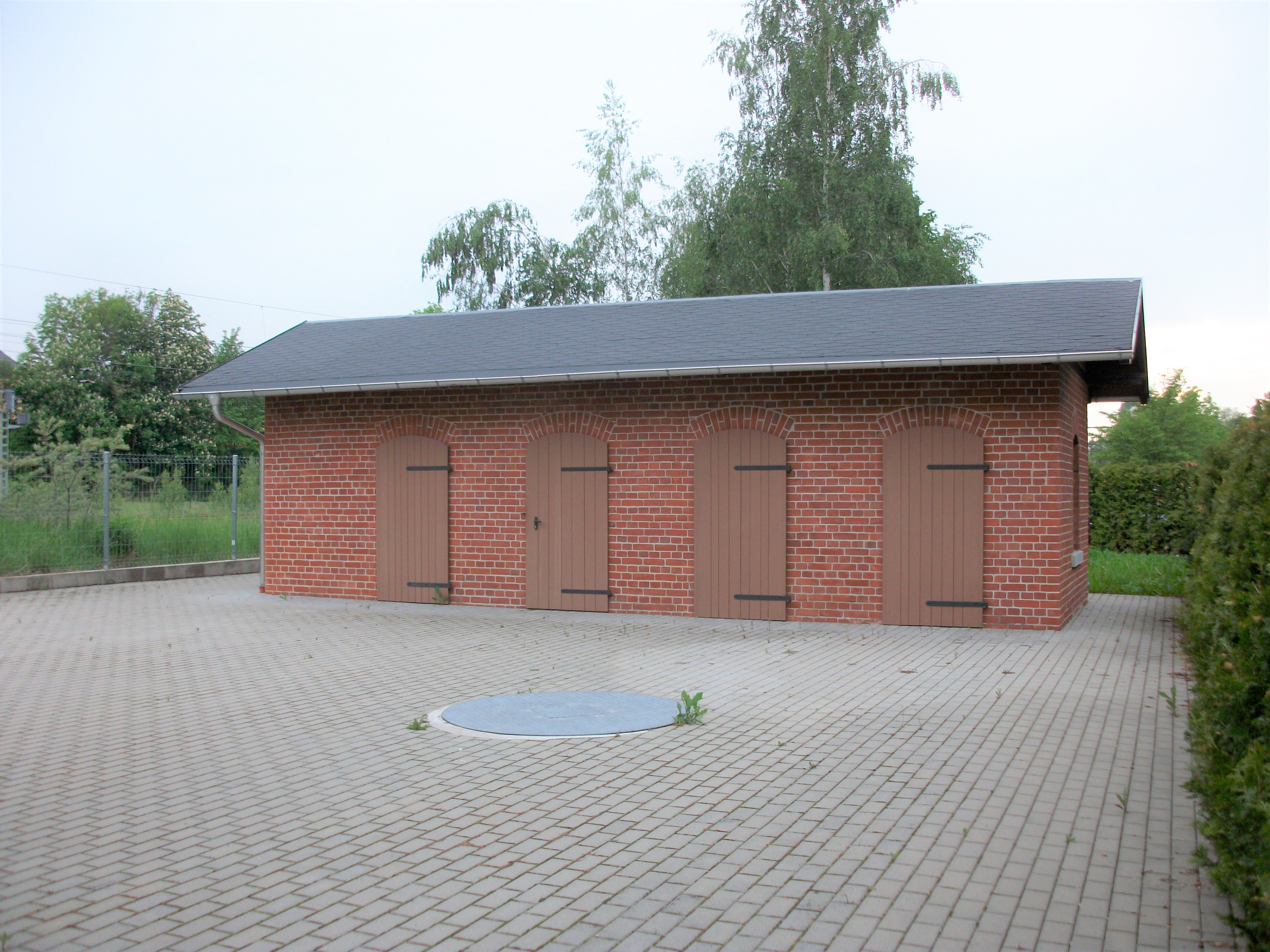
Bahnhof Niederwiesa, Wirtschaftsgebäude (2019)
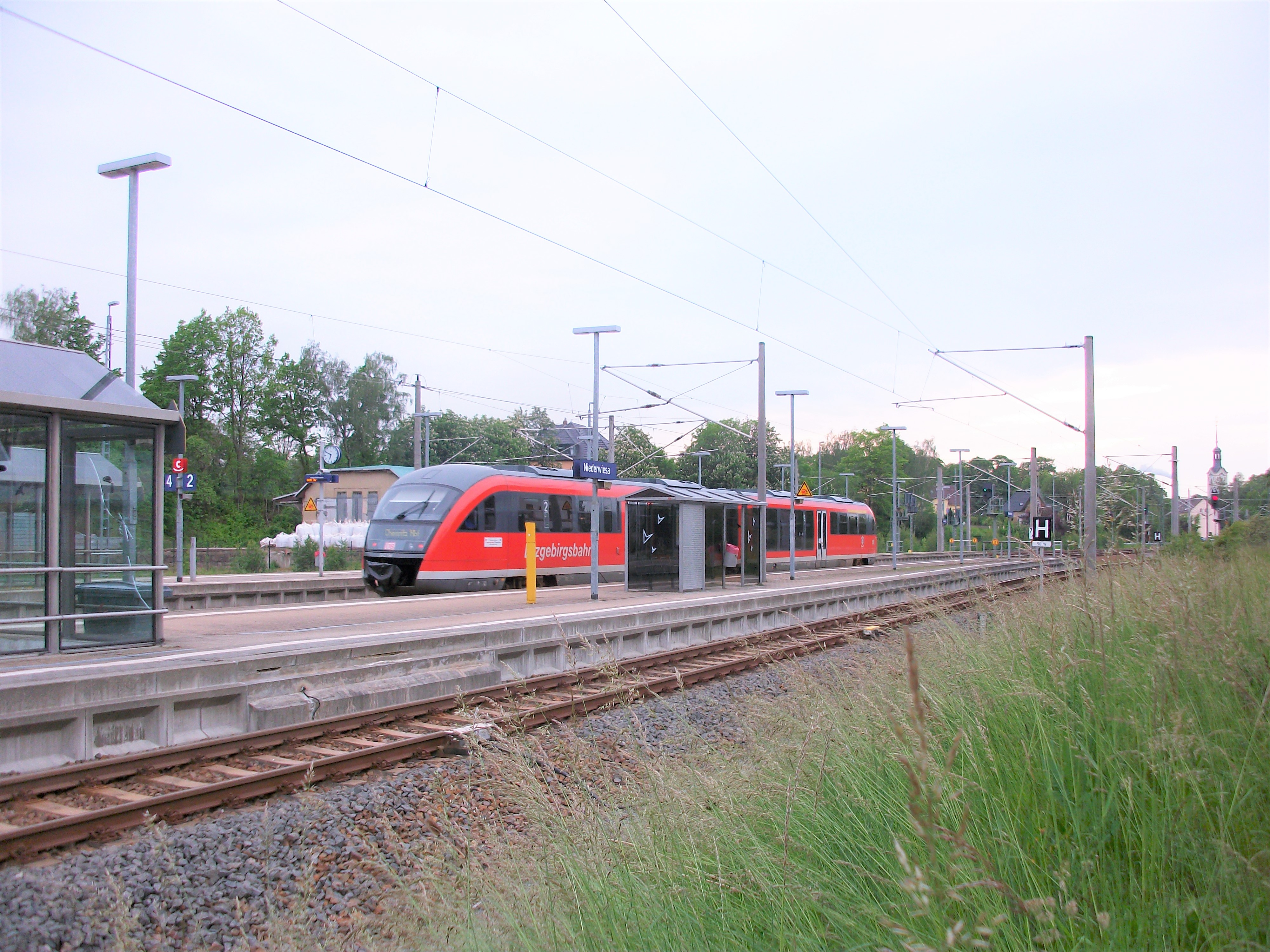
Erzgebirgsbahn im Bahnhof Niederwiesa (2019)